# Revue

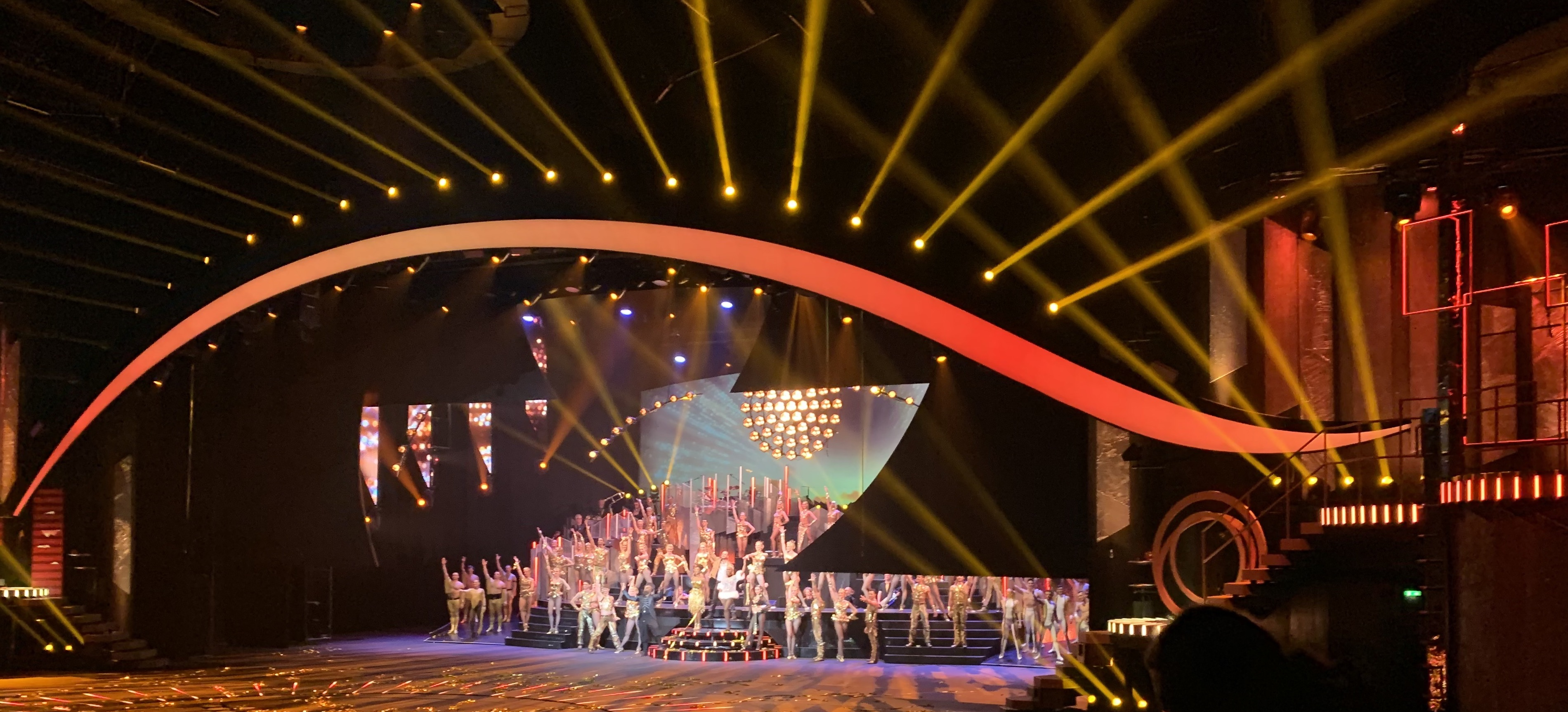
Revue Arise im Friedrichstadt-Palast, Berlin 2021

Die Revue (französisch für ‚Zeitschrift‘), auch als Cabaret bezeichnet, ist eine Unterform des Musiktheaters und gehört damit zur Darstellenden Kunst. Ähnlich den verwandten Unterformen Operette und Musical vereinigt die Revue Musik-, Tanz- und Wortbeiträge zu einer Gesamtdarbietung (Artistische Darbietungen); es fehlt jedoch im Gegensatz zu diesen ein durchgehender Handlungsstrang. Stattdessen führt in der Regel ein Conférencier durchs Programm. Vielmehr dient ein allgemeines Thema – auch ein aktuelles oder historisches Ereignis – als Motto zu einer lockeren Aneinanderreihung von Einzeldarbietungen – „Nummern“ genannt (daher auch der Ausdruck Nummernrevue; vgl. auch Nummerngirl) –, bei denen sich Solodarbietungen und Tanzensembles abwechseln. Oft überschneidet sich die musikalische Revue mit dem Varieté, das eher in kleinerem Rahmen stattfindet und ausgeprägt artistische Nummern enthält, wie auch dem Zirkus ähnlichen US-amerikanischen Vaudeville. Zudem kann es Überschneidungen mit dem Kabarett geben, etwa bei den Revuen von Mischa Spoliansky.

## Geschichte
Die Gattung der Revue ging von dem Ende des 19. Jahrhunderts in Paris entstandenen Cabarets aus (Le Chat Noir, Folies Bergère, Moulin Rouge) und hatte weltweit ihren Höhepunkt in den 1920er Jahren. Der Ursprung in Paris waren ab etwa 1850 Jahrmarkts-Parodien auf das Militär, bei denen Tänzerinnen Phantasieuniformen trugen und Ausrufer die Handlung kommentierten. Anfangs fanden diese Aufführungen zum Jahresende statt. Die Pariser Operette nahm solche Stilelemente in sich auf, etwa in Jacques Offenbachs Die Großherzogin von Gerolstein (1867). Als erste Ausstattungsrevue gilt die 1886 im Folies Bergère aufgeführte Inszenierung Place aux Jeunes. Im Moulin Rouge wurden Revuen ab 1889 erstmals zu wiederkehrenden, festen Programmpunkten. Um die Jahrhundertwende verbreiteten sie sich in ganz Europa.

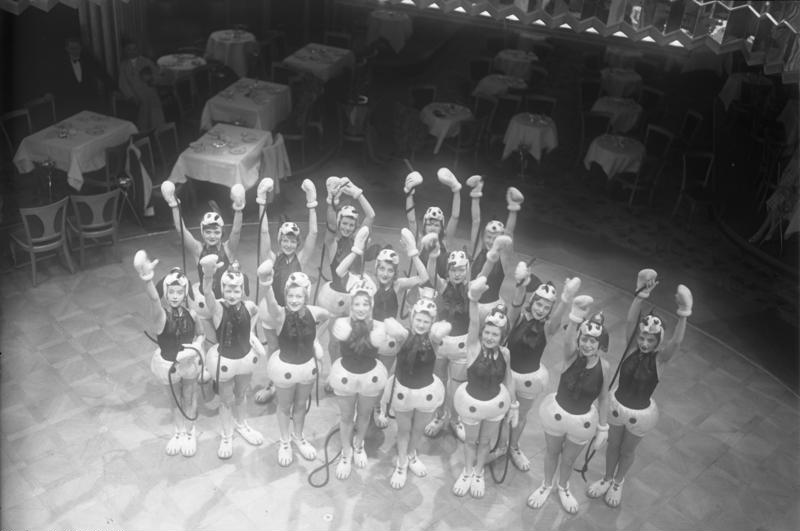
Micky-Maus-Revue-Girls, Berlin 1931

In Amerika wurden 1907 die Ziegfeld Follies dem französischen Vorbild nachempfunden. Bald waren sie die erfolgreichsten Shows am Broadway. Ein berühmtes deutsches Revuetheater in Berlin war das Große Schauspielhaus, der inzwischen abgerissene Altbau des heutigen neuen Friedrichstadt-Palast, Am Circus 1, wo Erik Charell seine Revuen produzierte, ein anderes der Admiralspalast, wo Herman Haller die „Haller-Revuen“ zeigte. Neben den Darbietungen der Sänger, Schauspieler, Komiker, Akrobaten und Tänzer spielte die aufwändige Ausstattung (Bühnenbild, Bühnenmaschinerie, Maske, Kostüme) eine erhebliche Rolle. Komponisten wie Paul Lincke, Victor Hollaender, Walter Kollo und Ralph Benatzky schrieben spezielle Revuen. Für die Entwicklung des Schlagers hat die Revue eine große Bedeutung. In den 1920er Jahren entstand zugleich die Form der politischen Revue; Erwin Piscators Revue Roter Rummel 1924 fand zahlreiche Nachahmer.
In den 1930er Jahren begann der Niedergang der Revue. Gerade der zu dieser Zeit aufkommende Revuefilm verlagerte die Darbietung vom Theater in das Kino. In der Frühzeit des Fernsehens erlebte sie in diesem Medium nochmals einen Aufschwung. In retrospektiven Musicals (John Kander: Cabaret, 1966), (Stephen Sondheim: Follies, 1971) oder Filmen (Federico Fellini: Ginger und Fred, 1986) werden vergangene Revuen ironisch zitiert. Mit unterschiedlicher künstlerischer Ausprägung wird das Genre Revue heute vor allem noch von traditionellen Varietétheatern wie Casino de Paris, Folies Bergère, Moulin Rouge und dem Friedrichstadt-Palast Berlin gepflegt, aber auch in Shows in Las Vegas. In der Spätphase der Wiener Operette entstand die Wiener Eisrevue.

## Weitere Bedeutungen
- In der Frühen Neuzeit wurden mit Revue Heerschauen bezeichnet.
- Musicals ohne eigentliche Handlung nähern sich gelegentlich der Revue an, wie z. B. Oh! Calcutta!, Cats oder Starlight Express.
- Revue wird auch ein Bestandteil der Prunksitzung genannt, welche alljährlich in vielen Karnevals-, Fastnachts- und Faschingshochburgen veranstaltet wird.
- Legendär war die politische Wirkung der immer wieder variierten, ab 1982 in der DDR aufgeführten Hammer-Rehwü von Steffen Mensching, Hans-Eckardt Wenzel u. a., die damals nicht unwesentlich dazu beitrug, die Bürger zur Regimekritik zu ermutigen. Sie kombinierte volkstümliche Musik, Lyrik und Slapstick miteinander.
- Neben den klassischen Revuen gibt es seit einigen Jahrzehnten auch im Eiskunstlauf Revuen, sog. Eisrevuen, etwa Holiday on Ice. Zudem stellen mehrere deutsche Roll- und Eiskunstlauf-Vereine im privaten Bereich regelmäßig neue Roll- bzw. Eisrevuen oder -musicals auf die Beine, quasi als Höhepunkt des Vereinslebens.